# Елань (Саратовская область)
Елань — село в Ртищевском районе Саратовской области.
Поселение находится на реке Еланка в 190 километров северо-западнее Саратова и в 53 километров восточнее районного центра Ртищево. Дороги грунтовые. Есть сельхозпредприятие. Глава сельского поселения — Арясов Андрей Владимирович.

## Население
| 2002 | 2010 |
| ---- | ---- |
| 757  | ↘655 |

## История

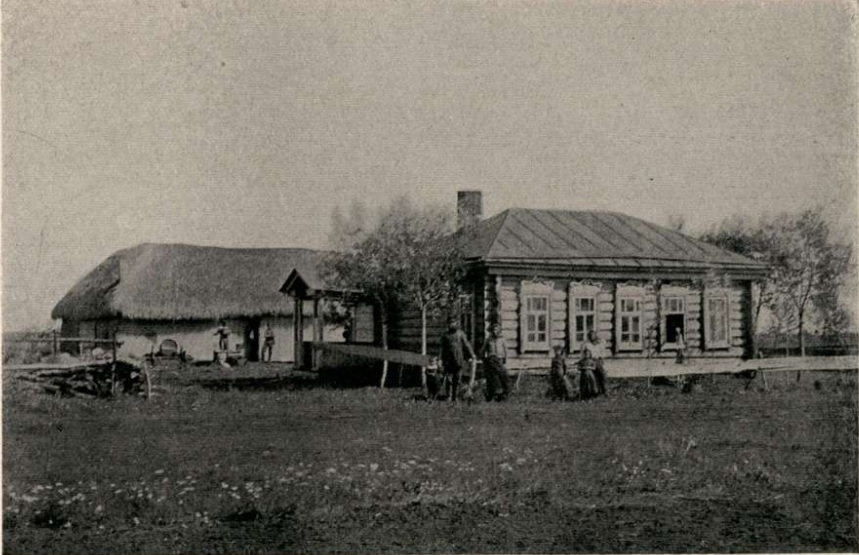
Усадебные постройки на хуторе Фёдора Щукина (из книги «Крестьянское хозяйство в России», П. В. Халютин, 1915)

В книге П. В. Халютина «Крестьянское хозяйство в России» (1915 года) упоминается крестьянин этого села Фёдор Гаврилов Щукин, получивший, в числе многих других, премию в размере 300 рублей в память 300-летия Дома Романовых. В его хозяйстве был принят четырёхпольный севооборот, включавший в себя пар, озимь, пропашное поле и яровое поле. Отмечены весьма удачные и передовые, для того времени, способы ведения хозяйства, а также высокая урожайность культур. Также хозяйство Фёдора Щукина было премировано на Сердобской выставке малой серебряной медалью и удостоено предметной награды (корнерезка).

## Список улиц
- Улица Гоголева
- Улица Зелёная
- Улица Колхозная
- Улица Ленина
- Улица Мира
- Улица Московская
- Улица Радищева
- Улица Сутягина
- Улица Хиркова
- Улица Шарненкова
- Улица Школьная

## Достопримечательности
- Разрушенная в советское время церковь в честь Казанской иконы Божией Матери (построен не позже 1809 года)[4]. В данный момент в селе имеется часовня[5].